# Плей-оф Світової групи II Кубка Федерації 2006
Плей-оф Світової групи II Кубка Федерації 2006 — жіночі тенісні матчі між чотирма збірними, що поступились у змаганнях Світової групи II Кубка Федерації 2006 і чотирма збірними, що посіли перші місця в змаганнях Зональної групи I. Збірні, що перемогли в цих матчах, одержали право на участь у змаганнях Світової групи II 2007, а ті, що зазнали поразки, змагатимуться у своїй зональній групі.

## Ізраїль — Індонезія
Матч між Індонезією та Ізраїлем мав відбутися 15–16 липня в Рамат-га-Шароні, але індонезійки знялися на знак протесту проти насильства, що сталося тоді в Секторі Гази. Ізраїль дістав право грати в Світовій групі II 2007, а Індонезія знову мусила виступати в зональних змаганнях.

## Канада — Аргентина
| Канада CAN 3 | The Royal Glenora Club, Едмонтон (Канада) 15–16 липня 2006 Plexipave (відкритий) | The Royal Glenora Club, Едмонтон (Канада) 15–16 липня 2006 Plexipave (відкритий) | Аргентина ARG 2 |     |   |  |
| \| \| \| \| 1 \| 2 \| 3 \| \| \| - \| ---------------- \| ----------------------------------------------------------------- \| ----- \| --- \| - \| \| \| 1 \| Канада Аргентина \| Стефані Дюбуа Хісела Дулко \| 4 6 \| 3 6 \| \| \| \| 2 \| Канада Аргентина \| Александра Возняк Маріана Діас-Оліва \| 6 2 \| 6 4 \| \| \| \| 3 \| Канада Аргентина \| Александра Возняк Хісела Дулко \| 78 66 \| 6 3 \| \| \| \| 4 \| Канада Аргентина \| Стефані Дюбуа Кларіса Фернандес \| 6 2 \| 6 4 \| \| \| \| 5 \| Канада Аргентина \| Шерон Фічмен / Марі-Ев Пеллетьє Хісела Дулко / Маріана Діас-Оліва \| 5 7 \| 4 6 \| \| \| |                                                                                  |                                                                                  |                 |     |   |  |
| |                                                                                  |                                                                                  | 1               | 2   | 3 |  |
| 1 | Канада Аргентина                                                                 | Стефані Дюбуа Хісела Дулко                                                       | 4 6             | 3 6 |   |  |
| 2 | Канада Аргентина                                                                 | Александра Возняк Маріана Діас-Оліва                                             | 6 2             | 6 4 |   |  |
| 3 | Канада Аргентина                                                                 | Александра Возняк Хісела Дулко                                                   | 78 66           | 6 3 |   |  |
| 4 | Канада Аргентина                                                                 | Стефані Дюбуа Кларіса Фернандес                                                  | 6 2             | 6 4 |   |  |
| 5 | Канада Аргентина                                                                 | Шерон Фічмен / Марі-Ев Пеллетьє Хісела Дулко / Маріана Діас-Оліва                | 5 7             | 4 6 |   |  |

## Словаччина — Таїланд
| Словаччина SVK 5 | Sibamac Arena, Братислава (Словаччина) 15–16 липня 2006 Premier hard (закритий) | Sibamac Arena, Братислава (Словаччина) 15–16 липня 2006 Premier hard (закритий) | Таїланд THA 0 |     |   |  |
| \| \| \| \| 1 \| 2 \| 3 \| \| \| - \| ------------------ \| -------------------------------------------------------------------------- \| --- \| --- \| - \| \| \| 1 \| Словаччина Таїланд \| Даніела Гантухова Монтіні Тангпхонг \| 6 1 \| 6 1 \| \| \| \| 2 \| Словаччина Таїланд \| Магдалена Рибарикова Сучанун Віратпрасерт \| 6 3 \| 6 3 \| \| \| \| 3 \| Словаччина Таїланд \| Даніела Гантухова Сучанун Віратпрасерт \| 6 1 \| 6 3 \| \| \| \| 4 \| Словаччина Таїланд \| Домініка Цібулкова Монтіні Тангпхонг \| 6 3 \| 6 1 \| \| \| \| 5 \| Словаччина Таїланд \| Жанетта Гусарова / Магдалена Рибарикова Нудніда Луангам / Тасша Вітаявірой \| 6 2 \| 6 3 \| \| \| |                                                                                 |                                                                                 |               |     |   |  |
| |                                                                                 |                                                                                 | 1             | 2   | 3 |  |
| 1 | Словаччина Таїланд                                                              | Даніела Гантухова Монтіні Тангпхонг                                             | 6 1           | 6 1 |   |  |
| 2 | Словаччина Таїланд                                                              | Магдалена Рибарикова Сучанун Віратпрасерт                                       | 6 3           | 6 3 |   |  |
| 3 | Словаччина Таїланд                                                              | Даніела Гантухова Сучанун Віратпрасерт                                          | 6 1           | 6 3 |   |  |
| 4 | Словаччина Таїланд                                                              | Домініка Цібулкова Монтіні Тангпхонг                                            | 6 3           | 6 1 |   |  |
| 5 | Словаччина Таїланд                                                              | Жанетта Гусарова / Магдалена Рибарикова Нудніда Луангам / Тасша Вітаявірой      | 6 2           | 6 3 |   |  |

## Швейцарія — Австралія
| Швейцарія SUI 0 | TC Chavannes-de-Bogis, Шаванн-де-Божі (Швейцарія) 15–16 липня 2006 Greenset hard (відкритий) | TC Chavannes-de-Bogis, Шаванн-де-Божі (Швейцарія) 15–16 липня 2006 Greenset hard (відкритий) | Австрія AUT 5 |     |     |  |
| \| \| \| \| 1 \| 2 \| 3 \| \| \| - \| ----------------- \| ----------------------------------------------------------- \| --- \| --- \| --- \| \| \| 1 \| Швейцарія Австрія \| Ніколь Рінер Саманта Стосур \| 1 6 \| 2 6 \| \| \| \| 2 \| Швейцарія Австрія \| Тімеа Бачинскі Ніколь Пратт \| 2 6 \| 5 7 \| \| \| \| 3 \| Швейцарія Австрія \| Тімеа Бачинскі Саманта Стосур \| 4 6 \| 2 6 \| \| \| \| 4 \| Швейцарія Австрія \| Стефані Фегеле Алісія Молік \| 2 6 \| 6 3 \| 0 6 \| \| \| 5 \| Швейцарія Австрія \| Тімеа Бачинскі / Штефанія Боффа Алісія Молік / Ренне Стаббс \| 1 6 \| 2 6 \| \| \| |                                                                                              |                                                                                              |               |     |     |  |
| |                                                                                              |                                                                                              | 1             | 2   | 3   |  |
| 1 | Швейцарія Австрія                                                                            | Ніколь Рінер Саманта Стосур                                                                  | 1 6           | 2 6 |     |  |
| 2 | Швейцарія Австрія                                                                            | Тімеа Бачинскі Ніколь Пратт                                                                  | 2 6           | 5 7 |     |  |
| 3 | Швейцарія Австрія                                                                            | Тімеа Бачинскі Саманта Стосур                                                                | 4 6           | 2 6 |     |  |
| 4 | Швейцарія Австрія                                                                            | Стефані Фегеле Алісія Молік                                                                  | 2 6           | 6 3 | 0 6 |  |
| 5 | Швейцарія Австрія                                                                            | Тімеа Бачинскі / Штефанія Боффа Алісія Молік / Ренне Стаббс                                  | 1 6           | 2 6 |     |  |